# Massazza
Massazza (piemontiul: Massasa) település Olaszországban, Piemont régióban, Biella megyében. Lakosainak száma 572 fő (2023. január 1.). Massazza Benna, Cossato, Mottalciata, Verrone, Salussola és Villanova Biellese községekkel határos.

## Népesség
A település lakossága az elmúlt években az alábbi módon változott:
| Lakosok száma | 553  | 562  | 572  |
|               | 2017 | 2018 | 2023 |